# Serrà (cognom)
Serrà (en llatí Serranus) va ser un cognomen romà.
Originàriament era un agnomen de Gai Atili Règul Serrà (cònsol l'any 257 aC) però després es va convertir en un cognom distintiu d'una branca de la gens Atília.
L'origen del nom és incert i els autors antics el fan derivar de serere (plantar, sembrar), i li haurien donat a Règul perquè va rebre notícies del seu nomenament com a cònsol mentre estava sembrant. Però el més probable és que el nom derivi de Saranus (tal com apareix escrit a les monedes que s'han conservat) i, per tant, el seu origen seria la ciutat de Saranum a l'Úmbria.